# François Ambroise Didot
François Ambroise Didot (* 7. Januar 1730 in Paris; † 10. Juli 1804 ebenda) war ein französischer Buchdrucker, Schriftgießer und Verleger.
Didot, Sohn des Buchdruckers François Didot (1689–1757) und Bruder von Pierre-François Didot (1732–1795), der ebenfalls als Buchdrucker tätig war, entwickelte die nach ihm benannte Schriftart Didot, eine klassizistische Antiqua. Sie wurde zur vorherrschenden Schriftart in Europa. Sie unterscheidet sich von der lebendigeren Renaissance-Antiqua und zeichnet sich durch feine Haarlinien und Rechtwinkeligkeit aus.
Besondere Bedeutung erhielt Didot durch die Entwicklung einer eigenen typografischen Maßeinheit 1780 (andere Quellen sprechen von 1784), des sogenannten typografischen Punktes (Didot-Punkt), der auf einer Teilung des so genannten „Pariser Fußes“ beruhte (1 Fuß = 12 Zoll, 1 Zoll = 72 Punkt). Dieses Didotsche Normal- oder Pariser System behielt zur Einführung des DTP- oder Pica-Punkts seine Gültigkeit und brachte eine Vereinheitlichung und Normierung der Schriftgrößen. Ein Meter zerfiel damit in 2.660 Didot-Punkte, ein Didot-Punkt misst etwa 0,376 mm.
Bekannt wurde er auch durch die Etablierung des papier vélin in Frankreich – eines glatten und weichen Papiers, auf dem die Antiquaschrift gut zur Geltung kam.
Seine Söhne Pierre Didot (1760–1853) und Firmin Didot (1764–1836) setzten die Druckertradition der Familie fort.
| Personendaten    | Personendaten                                         |
| ---------------- | ----------------------------------------------------- |
| NAME             | Didot, François Ambroise                              |
| KURZBESCHREIBUNG | französischer Buchdrucker, Schriftgießer und Verleger |
| GEBURTSDATUM     | 7. Januar 1730                                        |
| GEBURTSORT       | Paris                                                 |
| STERBEDATUM      | 10. Juli 1804                                         |
| STERBEORT        | Paris                                                 |